# Philoponella
Genre
Synonymes
- Ponella Opell, 1979

Philoponella est un genre d'araignées aranéomorphes de la famille des Uloboridae.

## Distribution
Les espèces de ce genre se rencontrent en Amérique, en Asie, en Océanie et en Afrique subsaharienne.

## Liste des espèces
Selon World Spider Catalog (version 25.0, 05/02/2024) :
- Philoponella alata Lin & Li, 2008
- Philoponella angolensis (Lessert, 1933)
- Philoponella arizonica (Gertsch, 1936)
- Philoponella bella Opell, 1979
- Philoponella collina (Keyserling, 1883)
- Philoponella congregabilis (Rainbow, 1916)
- Philoponella cymbiformis Xie, Peng, Zhang, Gong & Kim, 1997
- Philoponella divisa Opell, 1979
- Philoponella duopunctata Faleiro & Santos, 2014
- Philoponella fasciata (Mello-Leitão, 1917)
- Philoponella feroka (Bradoo, 1979)
- Philoponella fluviidulcifis Faleiro & Santos, 2014
- Philoponella gibberosa (Kulczyński, 1908)
- Philoponella herediae Opell, 1987
- Philoponella hilaris (Simon, 1906)
- Philoponella lingulata Dong, Zhu & Yoshida, 2005
- Philoponella lunaris (C. L. Koch, 1839)
- Philoponella mollis (Thorell, 1895)
- Philoponella nasuta (Thorell, 1895)
- Philoponella nigromaculata Yoshida, 1992
- Philoponella opelli Faleiro & Santos, 2014
- Philoponella operosa (Simon, 1897)
- Philoponella oweni (Chamberlin, 1924)
- Philoponella pantherina (Keyserling, 1890)
- Philoponella para Opell, 1979
- Philoponella pisiformis Dong, Zhu & Yoshida, 2005
- Philoponella pomelita Grismado, 2004
- Philoponella prominens (Bösenberg & Strand, 1906)
- Philoponella quadrituberculata (Thorell, 1893)
- Philoponella raffrayi (Simon, 1891)
- Philoponella ramirezi Grismado, 2004
- Philoponella republicana (Simon, 1891)
- Philoponella rostralis Shilpa & Sudhikumar, 2022
- Philoponella sabah Yoshida, 1992
- Philoponella semiplumosa (Simon, 1893)
- Philoponella signatella (Roewer, 1951)
- Philoponella subvittata Opell, 1981
- Philoponella tingens (Chamberlin & Ivie, 1936)
- Philoponella truncata (Thorell, 1895)
- Philoponella variabilis (Keyserling, 1887)
- Philoponella vicina (O. Pickard-Cambridge, 1899)
- Philoponella vittata (Keyserling, 1881)
- Philoponella wuyiensis Xie, Peng, Zhang, Gong & Kim, 1997

## Systématique et taxinomie
Ce genre a été décrit par Mello-Leitão en 1917 comme un sous-genre d'Uloborus. Il est élevé au rang de genre par Lehtinen en 1967.
Ponella a été placée en synonymie par Grismado en 2004.

## Publication originale
- Mello-Leitão, 1917 : « Generos e especies novas de araneidos. » Archivos da Escola. Superior de Agricultura e Medicina Veterinária, vol. 1, p. 3-19.